# Vladimir Dubov
Vladimir Vladimirov Dubov (in bulgaro Владимир Дубов?; Dmytrivske, 20 febbraio 1988) è un lottatore bulgaro, specialista della lotta libera.

## Biografia
Ha rappresentato la Bulgaria ai Giochi olimpici estivi di Rio de Janeiro 2016 nella lotta libera, categoria 57 chilogrammi.

## Palmarès
- Mondiali

Budapest 2013: argento nei 60 kg.
Las Vegas 2015: bronzo nei 61 kg.
- Europei

Tbilisi 2013: argento nei 60 kg.